# Stefan Dörflinger
Stefan Dörflinger (Nagold, 23 de dezembro de 1948) é um ex-motociclista nascido na Alemanha ocupada pelos Aliados que correu representando a Suíça, tetracampeão do mundo.
Com uma carreira que durou 18 temporadas, entre 1973 e 1990, Dörflinger, assim como grandes pilotos da história dos mundiais, como Ángel Nieto, se especializou nas categorias de baixa cilindrada, vencendo quatro títulos consecutivos. O primeiro ocorreu em 1982, com o segundo vindo no ano seguinte, 1983, ambos nas 50cc. 1983 também marcaria o último ano das 50cc, com a FIM aumentando a capacitade para 80cc a partir da temporada de 1984, a qual Dörflinger terminou com o título, seu terceiro consecutivo, fazendo dele o primeiro campeão das 80cc (assim como foi o último das 50cc no ano anterior), e no ano seguinte, o primeiro bicampeão, quando conquistou seu quarto título consecutivo. Além dos títulos, Dörflinger terminou com o vice-campeonato duas vezes, em 1980 e 1989, e terceiro colocado em outras três - 1981, 1986 e 1988.